# Malkoci, Kărdjali
Malkoci (în bulgară Малкоч) este un sat în comuna Kirkovo, regiunea Kărdjali,  Bulgaria. 

## Demografie
Componența etnică a satului Malkoci
     Turci (99,66%)
     Nicio identificare (0,33%)
     Altele (0%)
La recensământul din 2011, populația satului Malkoci era de 299 locuitori. Din punct de vedere etnic, majoritatea locuitorilor (99,66%) erau turci. Pentru 0,33% din locuitori nu este cunoscută apartenența etnică.